# 幾內亞比索
幾內亞比紹共和國（葡萄牙語：República da Guiné-Bissau），通称几内亚比绍（葡萄牙語：Guiné-Bissau），有时简称几比，是一個位於西非的國家，曾为葡屬。幾內亞比索北鄰塞內加爾，東方、南方鄰，西鄰大西洋。人口约1,600,000人，首都是比绍。几内亚比绍是世界上最不發達國家（低度开发国家）之一。

## 歷史
葡萄牙人在1446年宣稱現幾內亞比索之地為葡屬，但在1600年前，葡萄牙人建立了少量貿易站。葡萄牙人從幾內亞比索地區販運奴隸至佛得角。當時，雖然葡萄牙人聲稱對整個幾內亞比索擁有主權，但他們實際控制範圍很有限。
19世紀，奴隸貿易的衰微令葡萄牙人向內陸找尋新利益，扩大殖民地的范围。葡萄牙人對內陸的征服十分緩慢，且遭遇激烈反抗。葡萄牙也割让了卡薩芒斯河流域在内的大量土地给法屬西非。葡萄牙亦和英国争夺过博拉马，經美國總統尤里西斯·格蘭特於1870年的介入，最後博拉马歸入葡屬幾內亞。1879年，葡屬幾內亞從葡屬佛得角分開，在此之前，葡屬幾內亞歸葡屬佛得角管理。
1915年葡萄牙的殖民運動才完成。但零星抵抗到1936年才停止。1941年行政首都從博拉马遷往比紹。
1952年經修正憲法後，葡屬殖民地改名為「葡萄牙海外領地」。
1956年幾內亞和佛得角非洲獨立黨成立。1961年幾內亞和佛得角非洲獨立黨開始組織武裝遊擊隊對抗葡萄牙，雖然葡萄牙增加駐軍至超過3萬5千人，該黨仍不斷擴張勢力。1968年幾內亞和佛得角非洲獨立黨已控制幾內亞比索大部分地區。
1973年9月24日幾內亞比索宣告獨立。同年11月，聯合國大會以93比7的投票結果，承認幾內亞比索獨立。
1974年9月10日：葡萄牙正式承認幾內亞比索獨立。
1980年當時的總理若昂·贝尔纳多·维埃拉發動政變推翻政府。1981年11月至1984年5月權力落入由维埃拉所領導的革命委員會。1984年單黨制的國會通過新憲法，選出维埃拉繼任下一任總統。在該制度下，總統同時是國家元首和政府首腦，亦是幾內亞和佛得角非洲獨立黨的領導和軍方首領。1983年、1985年和1993年曾傳出有政變計劃推翻维埃拉控制的政府。
1994年舉行第一次多黨總統和國會選舉。1998年一場軍事暴動引發內戰。1999年維埃拉總統被驅逐。
2000年舉行選舉，昆巴·雅拉（Kumba Ialá）當選總統。
2003年威利西摩·科雷亞·賽亞布拉（Veríssimo Correia Seabra）將軍發動政變，拘捕昆巴・雅拉，理由為「昆巴・雅拉不能解決困難」，國會大選並被多次延期，最後於2004年3月舉行。
2004年10月賽亞布拉將軍和其他人在一場軍事叛變死去，引起廣泛的動亂。
2005年6月舉行首次自昆巴・雅拉被捕後的總統大選，昆巴・雅拉亦參選這次選舉，但最後由前總統维埃拉勝出。
2007年4月9日，总统维埃拉任命马尔提诺·达法·卡比为政府总理。
2009年1月：巴蒂斯塔·塔格梅·納·瓦伊參謀長命令總統衛隊解散，接著發生納·瓦伊參謀長遭到暗殺未遂的事件。3月1日：首都比紹的軍隊司令部大樓發生爆炸案，納·瓦伊參謀長在爆炸事件中身亡。
3月2日凌晨，認為納·瓦伊參謀長是遭到總統的人馬殺害的叛軍士兵襲擊總統府，殺害了總統若昂·貝爾納多·維埃拉。該國的总理卡洛斯·戈梅斯以及國家安全顧問路易士·桑卡確認總統已經身亡，但是尚未公佈詳細狀況。政府軍透過國營廣播電台宣告叛軍已經是「孤立的勢力」，並且將要進行鎮壓，同時也強調如果叛軍願意遵守憲法，也會給予保障。目前比紹市內已有派駐軍隊戒備，並且暫時關閉民營廣播公司，目前比紹市內沒有很大的混亂。3月3日，几内亚比绍临时总统雷蒙多·佩雷拉即3日上任。他是國會議長。佩雷拉说，他会在“依宪法规定，于60天内举行选举之前，承担国家元首职权”。9月8日，几内亚比绍当选总统馬蘭·巴卡伊·薩尼亞宣誓就职。
2012年1月总统馬蘭·巴卡伊·薩尼亞在巴黎病逝，国会议长雷蒙多·佩雷拉成为临时总统。3月，进行首轮总统大选。4月12日，政变士兵指控政府意图缩减军队规模，推翻政府，并逮捕和关押包括临时总统雷蒙多·佩雷拉，前总理、总统选举第二轮候选人卡洛斯·戈梅斯在内的一批政府高官。4月18日，政变军方同该国多个反对派政党签署协议，宣布解散全部政府机构，国家进入最长为两年的过渡期，并将在过渡期满后举行总统和议会选举。

## 政治
幾內亞比索的政治是該國過渡到半總統制、代議政制和多黨制共和制的框架下發生。總統是國家元首，總理則為政府首腦。政府掌行政權。政府和國會共同握有立法權。幾內亞比索的司法則獨立於行政和立法。
幾內亞比索設有一個一院制的國會（幾內亞比索全國人民議會，Assembleia Nacional Popular da Guiné-Bissau）。
現任几内亚比绍國會於2019年3月28日經選舉而產生，共有102個席位，當中95個席位是從幾內亞比索本土選舉而來，餘下7個則預留給居於海外的幾內亞比索國民。議員任期為4年。
自1991年正式实行多党制以来，几内亚比绍尚無一政黨能獨取执政權，往往必须和其他政黨合組聯合政府。
總統亦經選舉產生，任期為5年。經國會諮詢後，總統即可任命總理。

## 行政区划

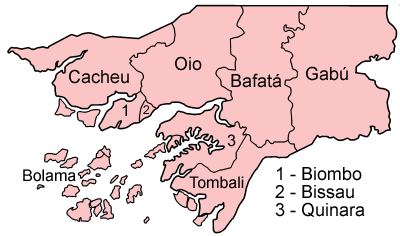
几内亚比绍各区

几内亚比绍地图

几內亚比绍分为8个区（regiões）和1个自治县（sector autónomo），区下设县（sectores）。各区如下：
- 巴法塔区（Bafatá）
- 比翁博区（Biombo）
- 比索自治区（Bissau）
- 博拉马区（Bolama）
- 卡谢乌区（Cacheu）
- 加布区（Gabu）
- 奥约区（Oio）
- 基纳拉区（Quinara）
- 通巴利区（Tombali）

## 地理

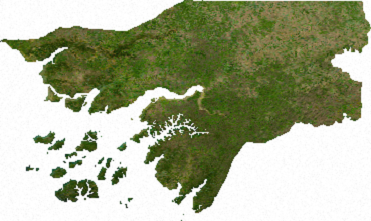
幾內亞比索衛星圖

幾內亞比索位於非洲西部，包括比熱戈斯群島（Bijagos Archipelago）等島嶼，西鄰大西洋，北鄰塞內加爾，東方、南方鄰幾內亞，面积達36,120平方公里，海岸线長達350公里，最高點約262米，境內東部為熱帶稀樹草原（savanna），地勢較高，大部分地區則為海岸平原。
幾內亞比索屬熱帶海洋性季風氣候，通常炎热潮湿。6月到11月是季风型雨季，吹西南风。12月到5月是旱季，吹东北哈马丹风（harmattan）。

## 經濟

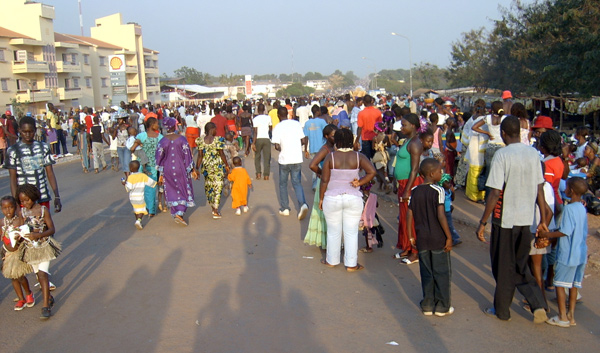
首都區

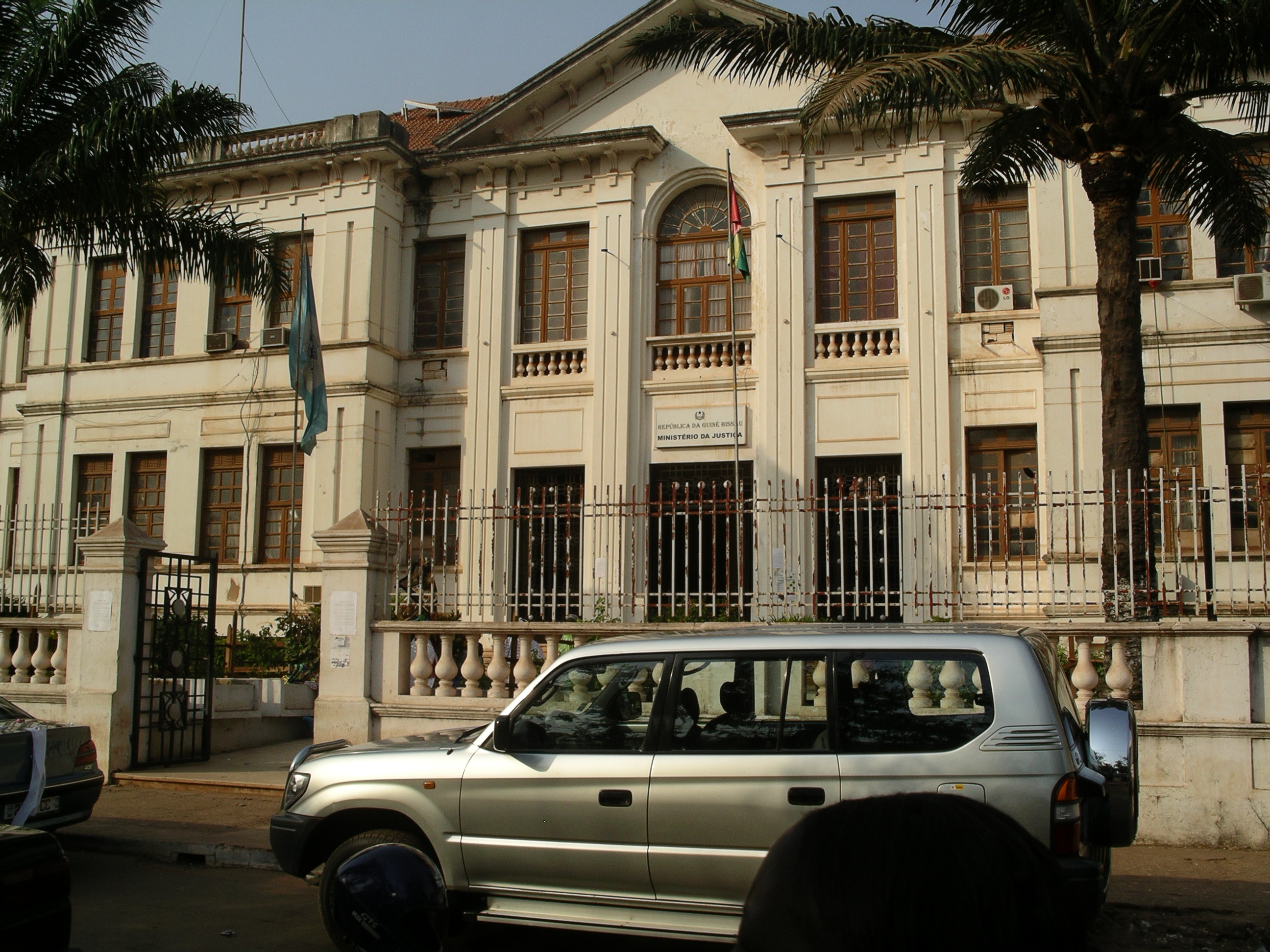
中央法院

幾內亞比索是联合国所认定的最不发达国家之一。該國經濟以農業和漁業為主。但在1998年至2000年间，几内亚比绍經濟和基建因內戰遭嚴重破壞。
2013年以來，几内亚比绍的腰果生產有顯著的增加，現为全球第六大腰果生產國。幾內亞比索亦出口海產和少量花生、棕櫚的果仁和木材。大米是幾內亞比索的主要作物和食糧。
幾內亞比索外債高達16億美元（2020年）。

## 人口
直至2017年，幾內亞比索人口约有190多萬人，99%的國民為原生黑人，當中分為3類，包括集中於北部和東北的富拉尼人和曼丁戈人、住在南部海岸地區的Balanta及Papel和居於中央和北部海岸地區的Manjaco和Mancanha，其中幾比國中的“原生黑人族群”包含27個民族，其中巴蘭特族佔總人口的27%、富拉族佔23%、曼丁哥族佔12%，餘下的多是穆拉託人（黑人和葡萄牙人混血兒的後裔）。純葡萄牙人屬極少數，因為幾內亞比索獨立後大多葡萄牙殖民者遷出幾內亞比索。
幾內亞比索人口增長率是2.07%。出生率十分高，每1000人中有49.92個新生嬰孩，平均每名婦女出生7.56個嬰孩。但死亡率亦高，每1000人中有16.53人死亡。幾內亞比索人口的預期壽命比發達國家短，男性的預期壽命只有45.05歲，女性預期壽命為48.75歲。
44%的人口使用几内亚比绍克里奥尔语（Kriol），一種深受葡萄牙語影響的克里奧爾語。只有14%的人口使用官方語言（葡萄牙語）。其餘使用其他非洲語言。
約46.1%的人口信奉傳統宗教。信奉伊斯蘭教佔總人口的30.6%，多为富拉尼人和曼丁戈人。18.9%的人口信奉基督教，當中多為天主教教徒。

## 文化

### 音乐
幾內亞比索的音樂多與多節奏的Gunbe有關。Gunbe是幾內亞比索音樂的標誌，但多年的社會動盪令Gunbe和主流聽眾脫節。
葫蘆是該國主要的樂器，用於演奏極快和富節奏感的複雜舞曲。幾內亞比索人常用几内亚比绍克里奥尔语，創作歌詞，內容幽默，亦和時事息息相關，特別關於愛滋病。
Gunbe有時泛指幾內亞比索的任何音樂，但往往特指一種融匯該國十種民間音樂傳統的獨特音樂風格。Tina和tinga是其他流行的音樂類型。

## 教育
幾內亞比索推行7-13歲義務教育。直至2015年，總人口的識字率估計為59.9%，男性為71.8%，女性則為48.3%，遠低於男性。

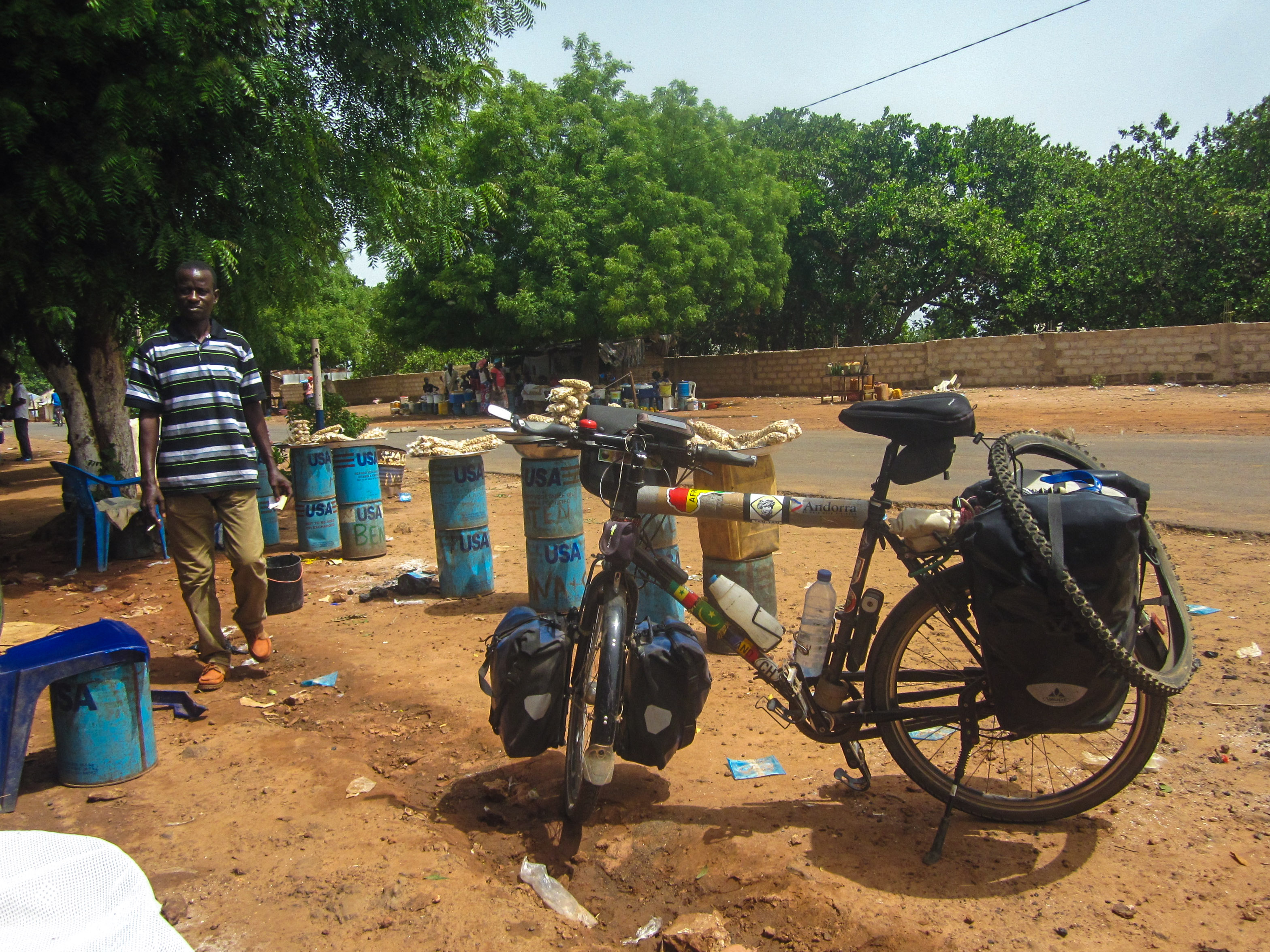
腳踏車維修店
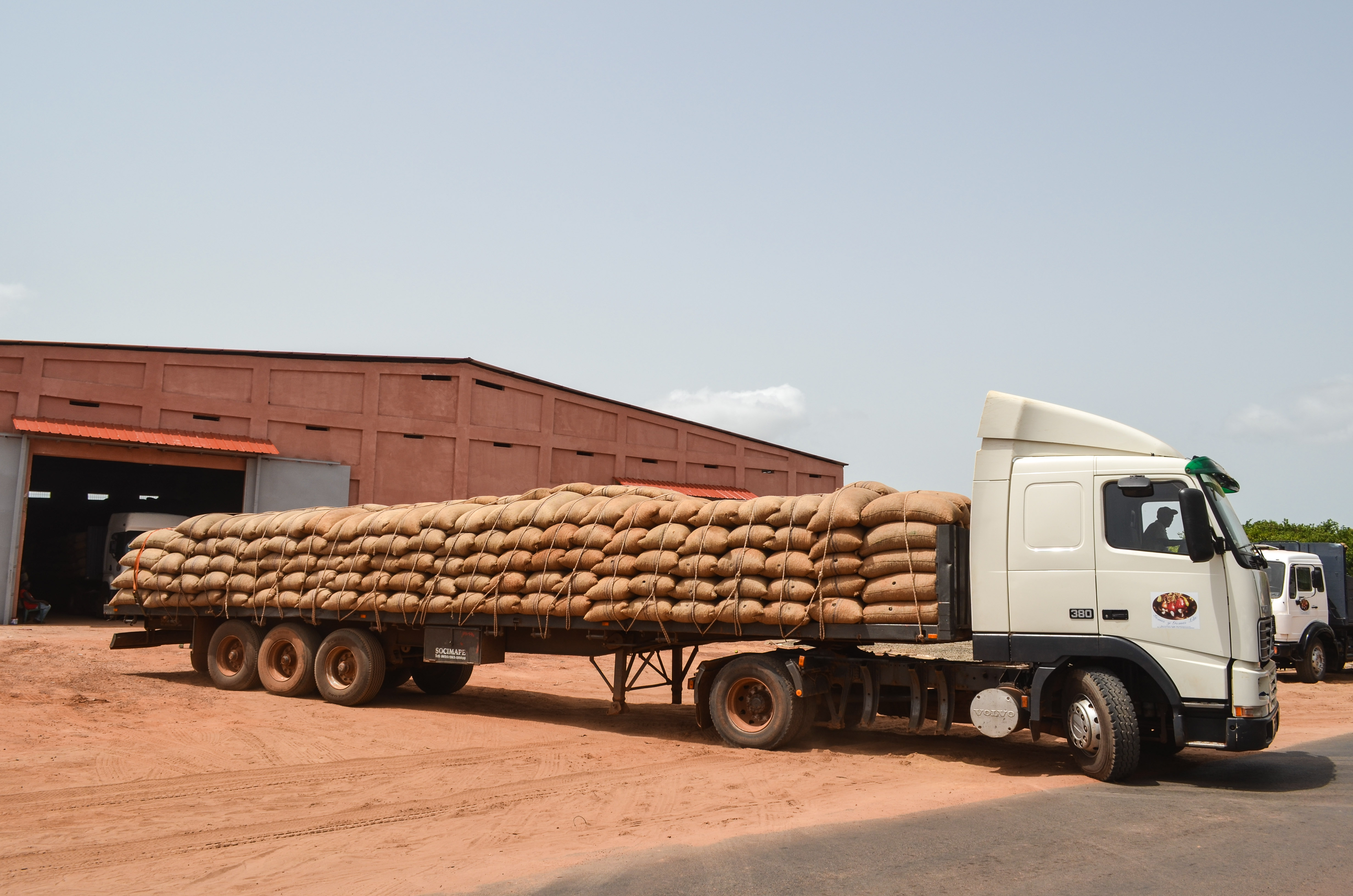
聯合國救助糧
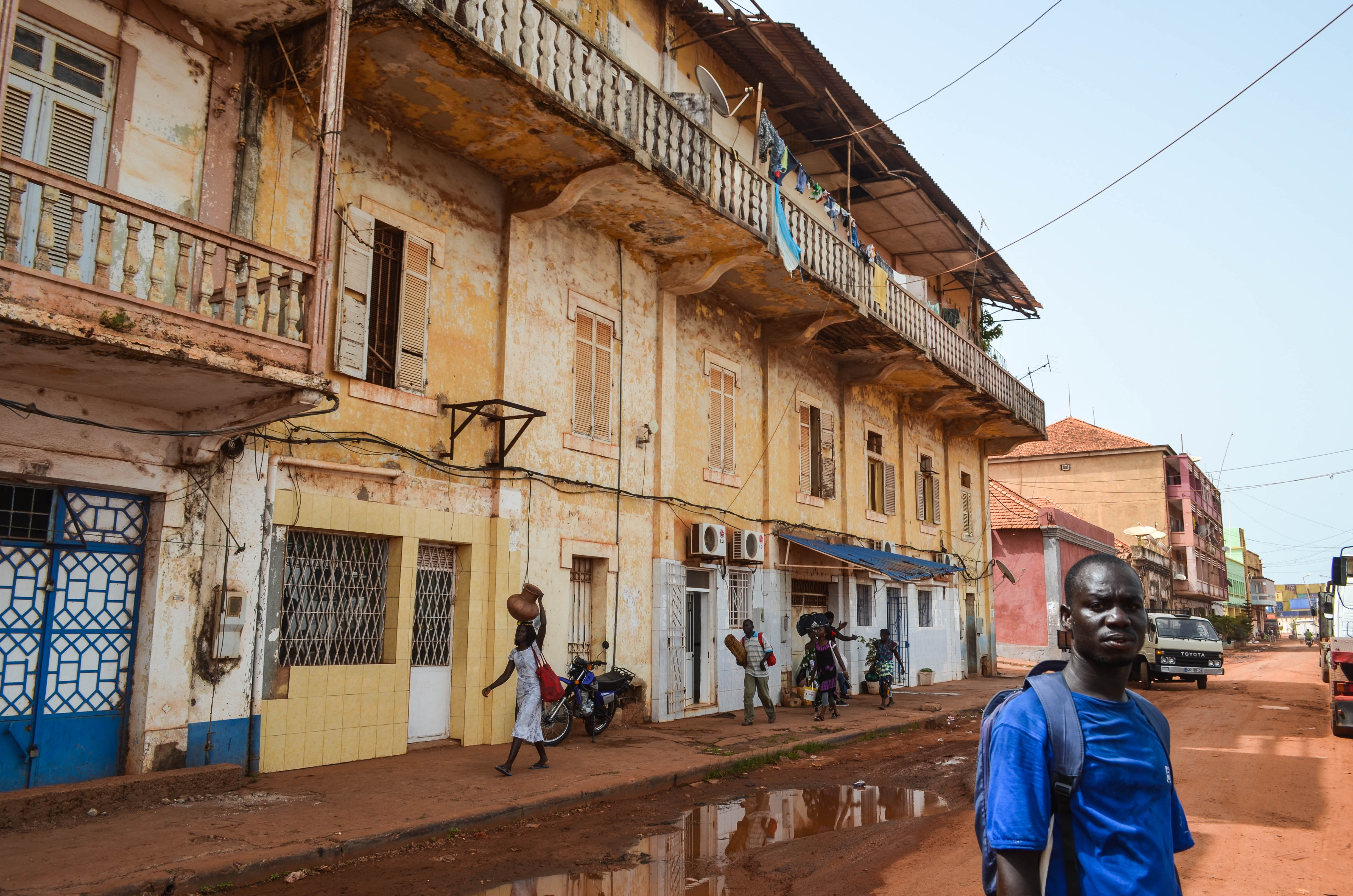
貧民區
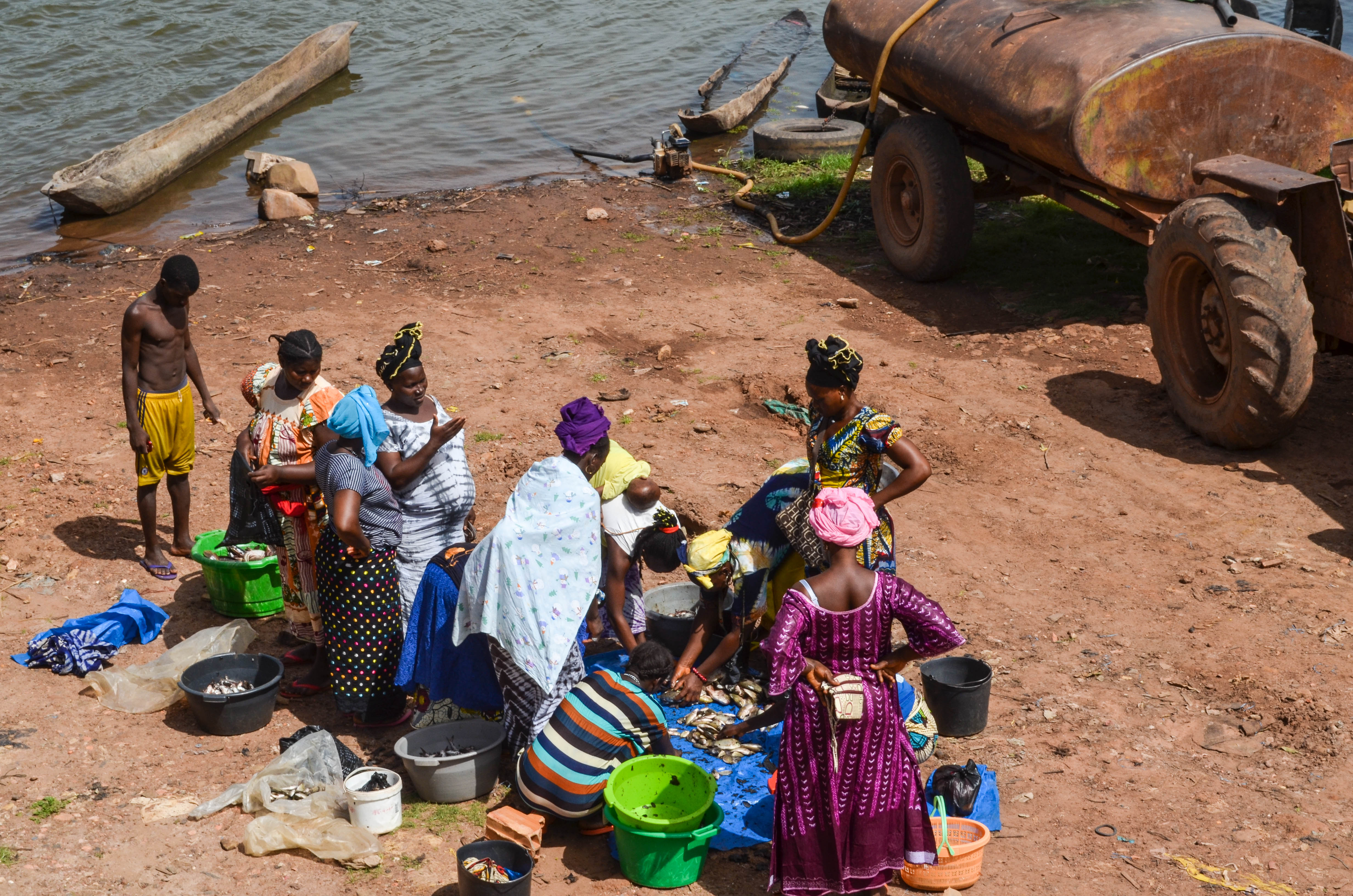
當地漁民
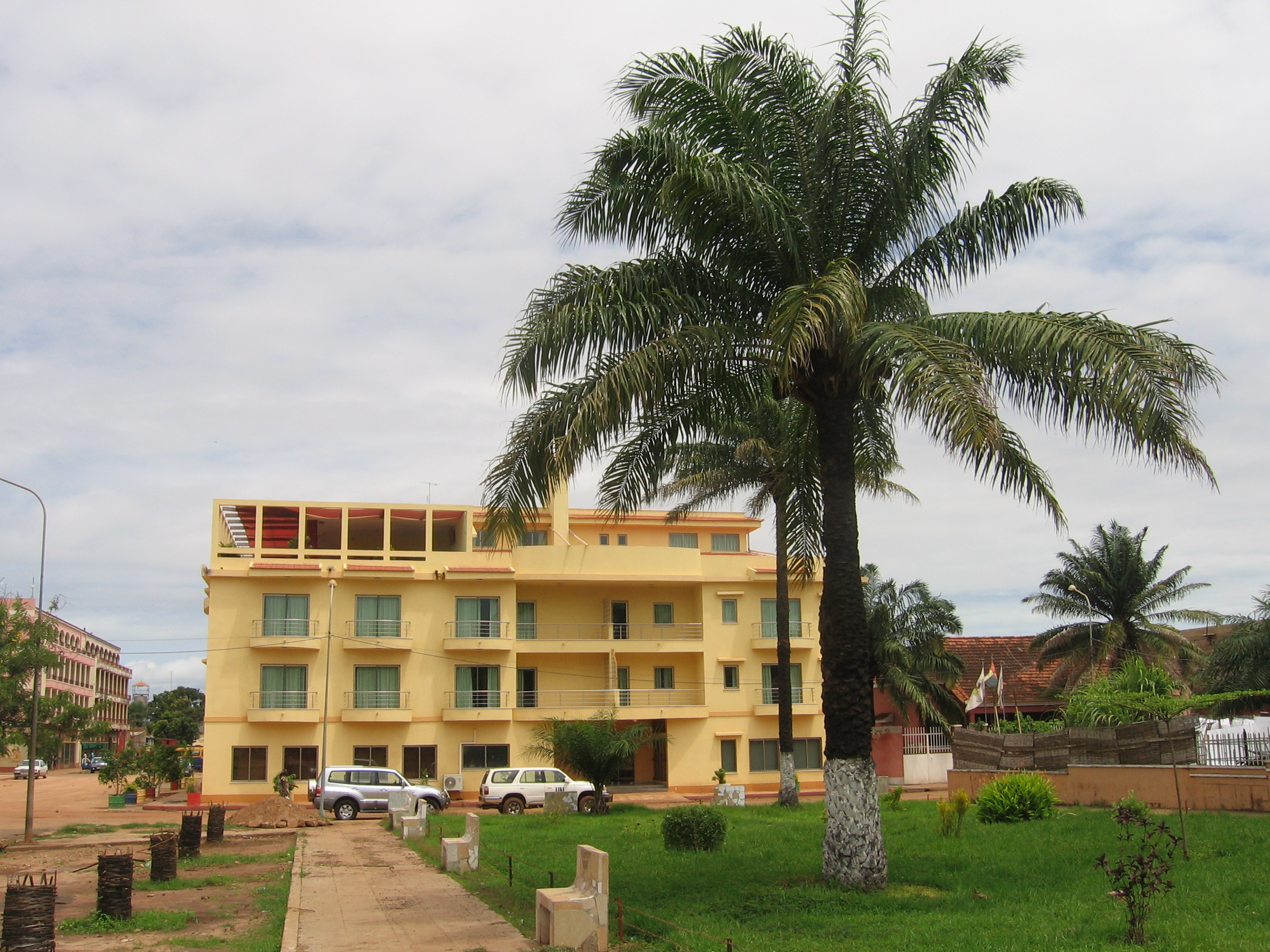
馬拉卡飯店
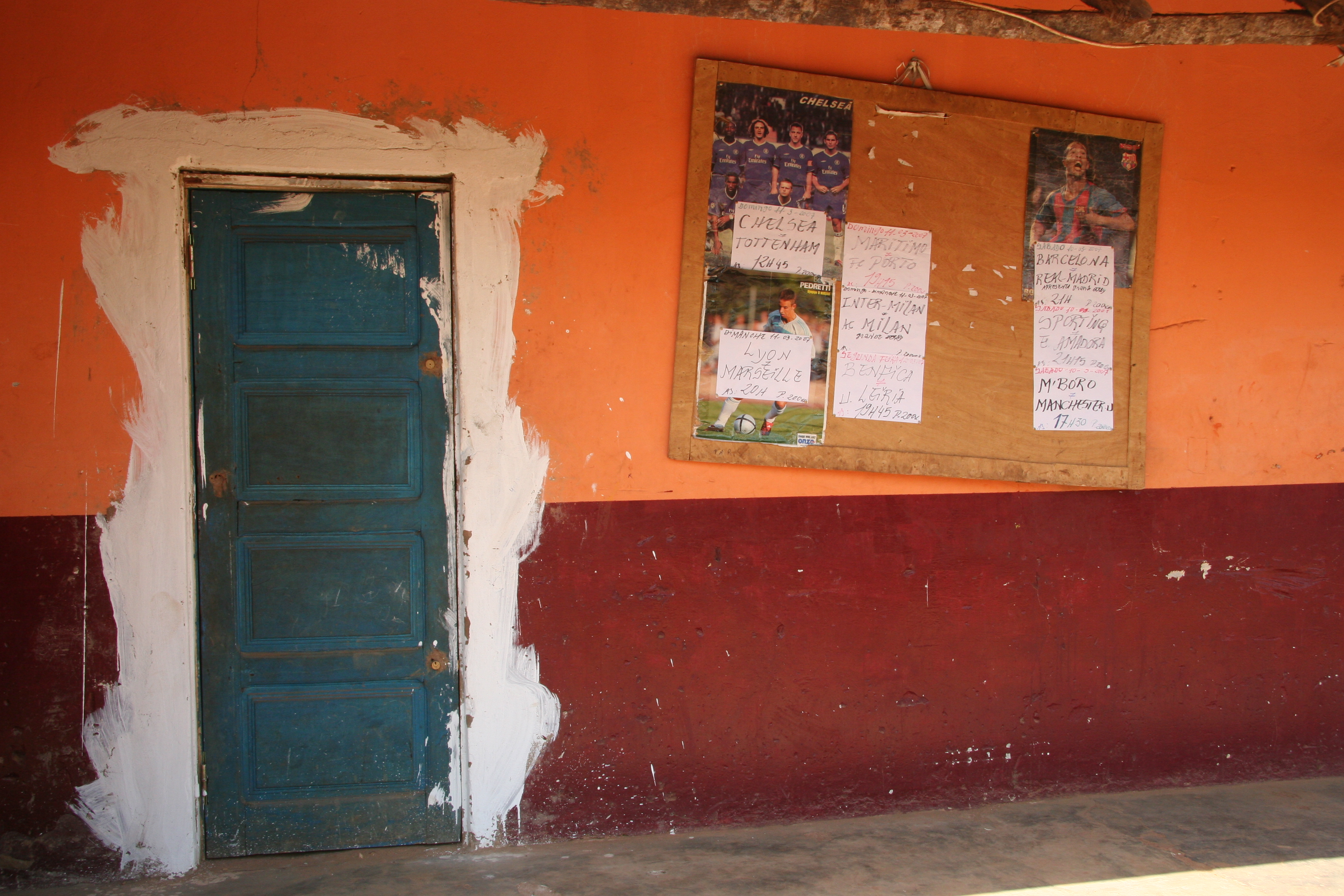
幾內亞比索足球隊在當地聲望很高
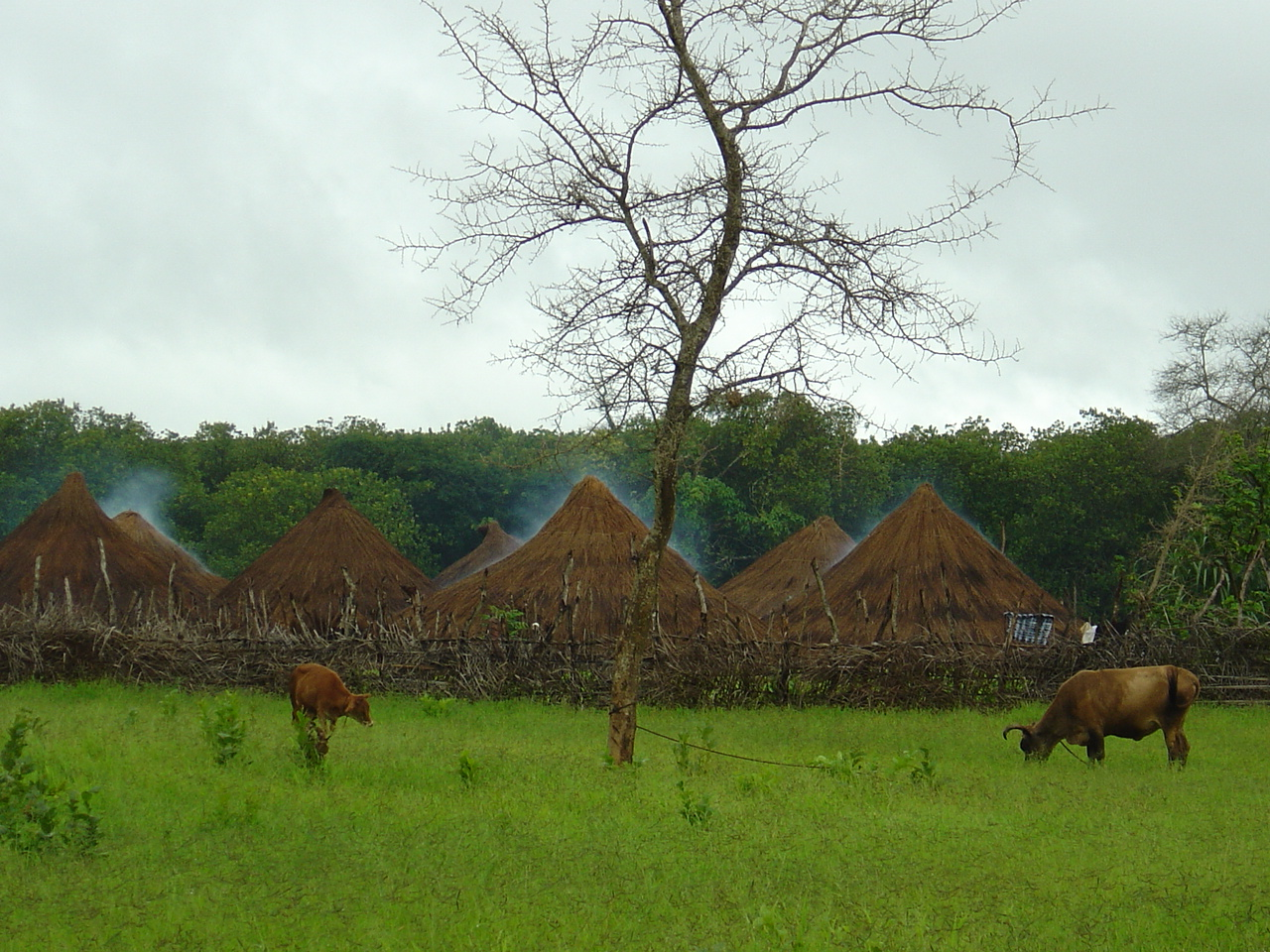
農村
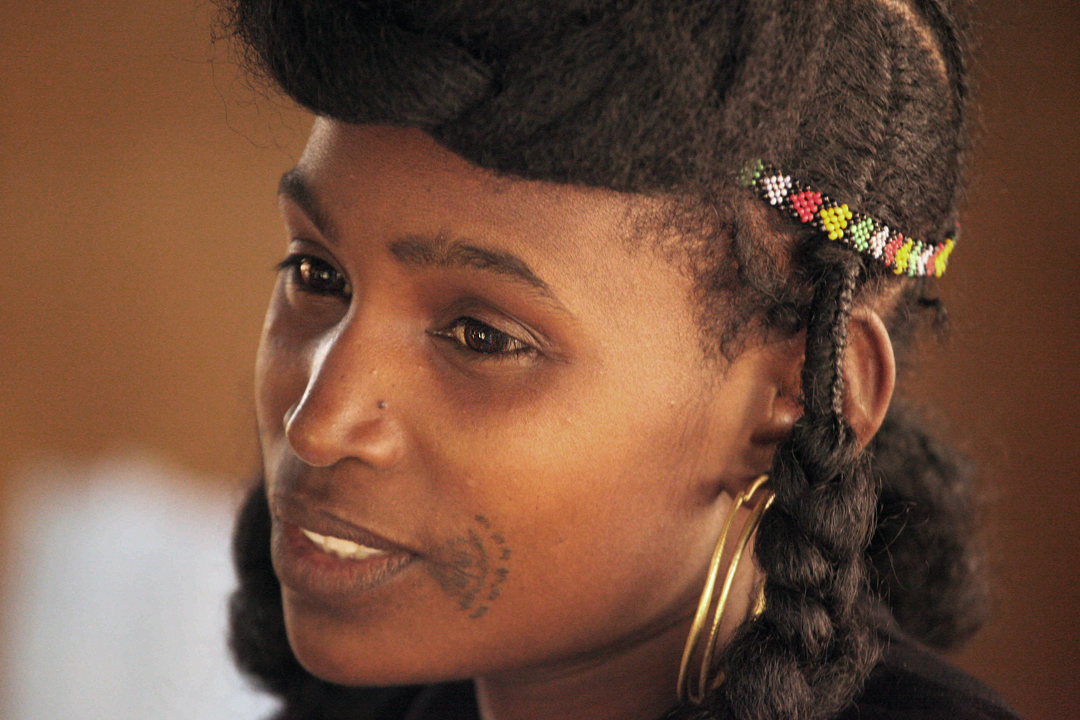
幾內亞比索少女
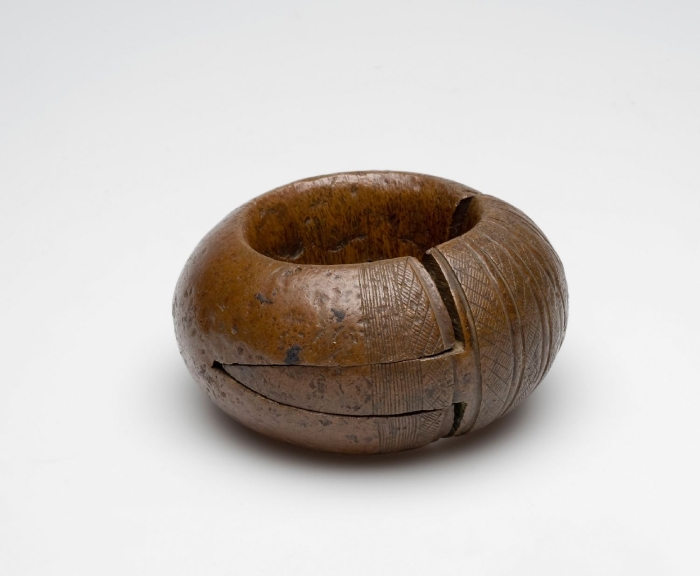
博物館中的史前物品
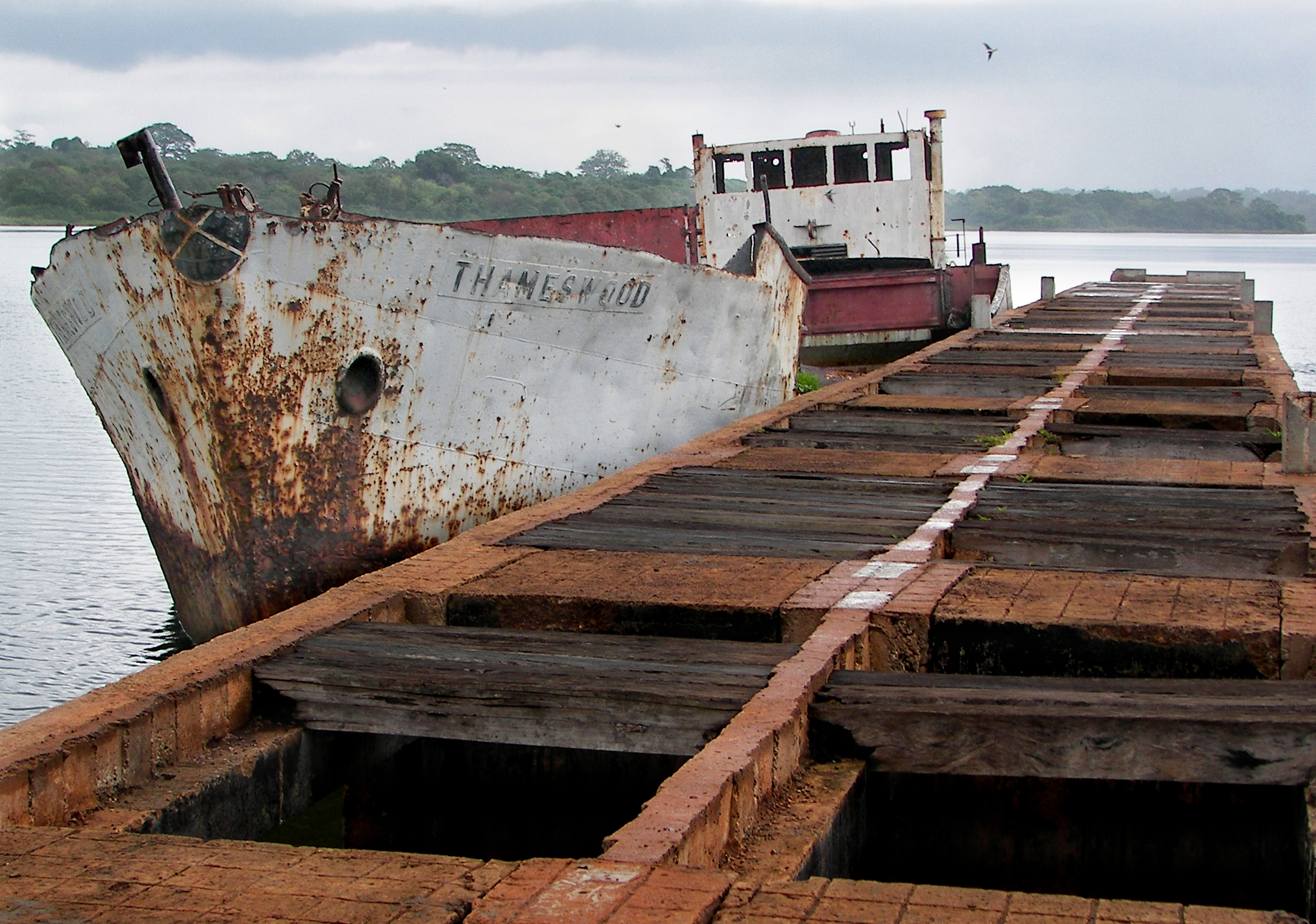
布巴河的漁船
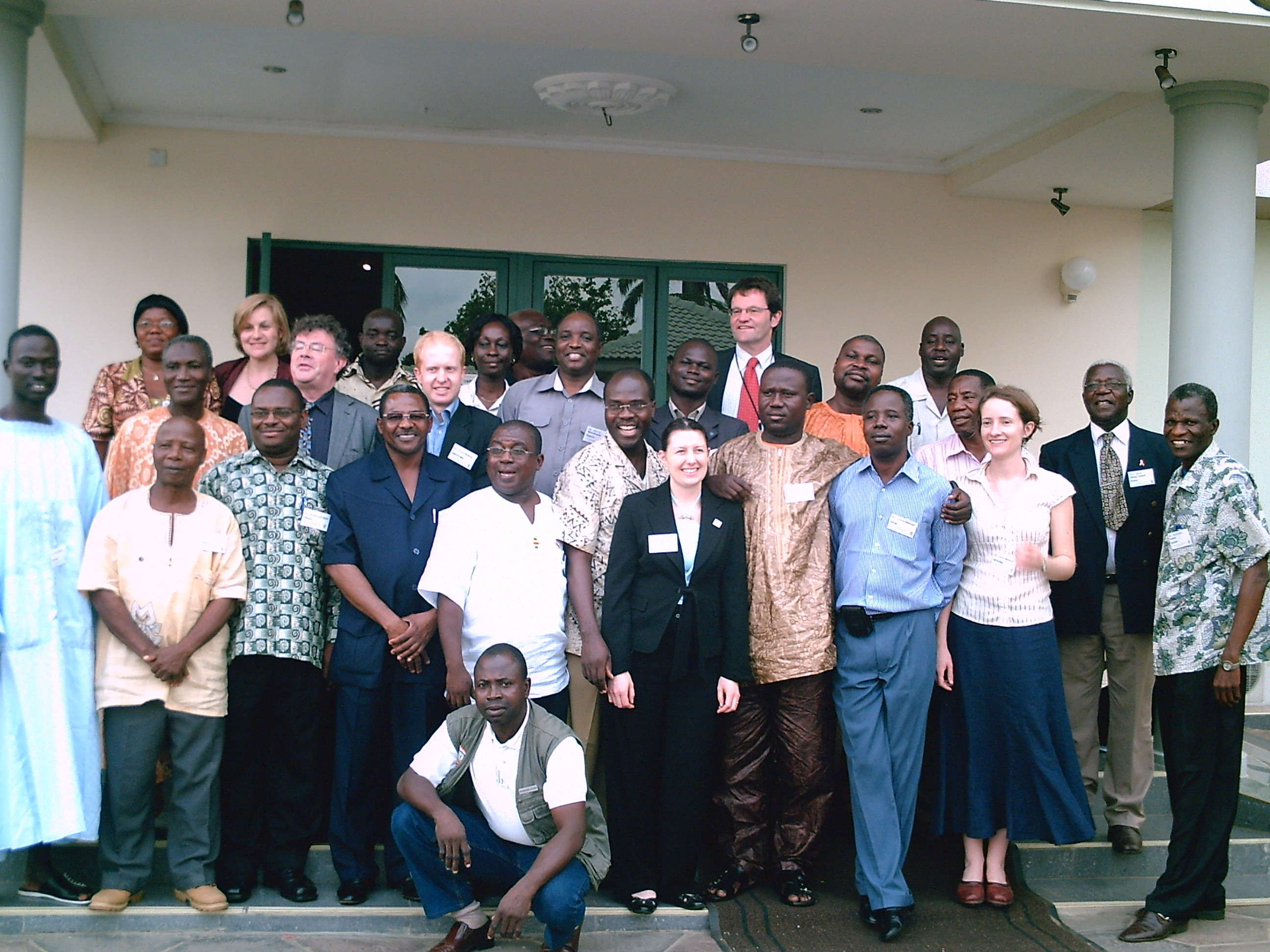
西非合作會議

## 外交
至2017年12月，几内亚比绍已和98个国家建交。

### 与中国的关系
几内亚比绍1974年3月15日同中华人民共和国建交。1990年5月26日，几内亚比绍一度改与中华民国建交，同年5月31日与中华人民共和国中止外交关系，直至1998年4月23日复交，同年4月24日，中华民国终止与其外交关系。

## 外部連結
- 幾內亞比索政府
- 维基导游上有關幾內亞比索的旅行指南
- 《世界概况》上有关Guinea-Bissau的条目
- 中的“幾內亞比索”
- OpenStreetMap上有關幾內亞比索的地理
- 維基媒體的幾內亞比索地圖集  （英文）